# Staffan Sommelius
Ove Staffan Sommelius, född 23 oktober 1944, död 21 november 2021, var en svensk målare, tecknare och tidningsman.
Han var son till chefredaktören Ove Sommelius och Vera Ebba Leonie von Porath och från 1966 gift med Lena Margareta Berg. Han var bror till Sören Sommelius. Sommelius studerade konst vid Robert Askou-Jensens tegne- og maleskole på Glyptoteket i Köpenhamn 1965–1966 samt genom självstudier under resor till bland annat Tyskland, Nederländerna, Frankrike och Grekland 1963–1966. Tillsammans med Herbert C Banck ställde han ut på Galleri HS i Lund 1965 och separat ställde han bland annat ut på Galleri Gränden i Helsingborg. Han medverkade i samlingsutställningar arrangerade av Helsingborgs konstförening. Som illustratör medverkade han i Helsingborgs Dagblad fram till 2008, då en stroke hindrade honom från fortsatt arbete. Sommelius är representerad vid Helsingborgs museum. Han var VD för Helsingborgs Dagblad 1977–1985. Sommelius avled natten mellan 20 och 21 november 2021 efter en kortare tids sjukdom. Han hade då under många år varit rullstolsbunden i sviterna efter stroken 2008, som förlamade hans högra sida och påverkade hans talförmåga.

### Fotnoter
1. 1 2  En stor nordvästskånsk tidningsman har lämnat oss
2. 1 2  ”Staffan Sommelius | Nya Kultur Sören”. www.nyakultursoren.se. http://www.nyakultursoren.se/?tag=staffan-sommelius. Läst 28 november 2021.
3. ↑  https://www.ratsit.se/19441023-Ove_Staffan_Sommelius_Helsingborg/UEiLZpC4903Ewa5w-YG-E5aja23W-awN6KE_DgEx9cA
4. ↑  Helsingborgs museum